# الحركة من أجل إسرائيل الكبرى
الحركة من أجل إسرائيل الكبرى (بالعبرية: התנועה למען ארץ ישראל השלמה‏) كانت منظمة سياسية في إسرائيل تؤيد أيديولوجية إسرائيل الكبرى خلال الستينيات والسبعينيات من القرن الماضي.
تم تشكيل المنظمة في يوليو 1967، بعد شهر من احتلال إسرائيل لقطاع غزة وشبه جزيرة سيناء والضفة الغربية ومرتفعات الجولان في حرب الأيام الستة. لقد دعت الحكومة الإسرائيلية إلى الاحتفاظ بالمناطق التي تم الاستيلاء عليها وتوطين السكان اليهود فيها. كانت مؤسسيها خليط من الصهاينة الاشتراكيين، والإصلاحيين والكتاب والشعراء، بما في ذلك ناتان الترمان، وأهارون أمير، وحاييم جوري، ورحيل ينايت بن زيفي، ويتسحاق تابنكين، وإيتشاك كوكيرمان، وزيفيا لوبيتكين، واليعازر ليفنه، وموشيه شامير، وشموئيل كاتس، وزيف فيلني، وأوري تسفي جرينبيرج، وشموئيل يوسف عجنون، وإيسر هاريل، وإسرائيل إلداد، ودان تولكوفسكي، وأفراهام يوفي.
في انتخابات الكنيست عام 1969، خاضت الحركة الانتخابات باسم "قائمة أرض إسرائيل"، لكنها حصلت على 7561 صوت فقط (0.6%)، وفشلت في تجاوز عتبة 1%. وقبل انتخابات عام 1973، انضمت إلى الليكود وتَحالف حيروت والحزب الليبرالي والوسط الحر والقائمة الوطنية. حصل الليكود على 39 مقعدًا، منها واحد مخصص لحركة إسرائيل الكبرى، وحصل عليه أفراهام يوفي.
في عام 1976، اندمجت الحركة مع القائمة الوطنية والمركز المستقل (المنشق عن المركز الحر) لتشكيل لام، الذي ظل فصيلًا داخل الليكود حتى اندماجه في حيروت عام 1984. أصبح اثنان من أعضائها، موشيه شامير وتسفي شيلواه، عضوين في الكنيست عن الليكود وتهيا.